# Авогадро (місячний кратер)
Кратер Авогадро (лат. Avogadro) — стародавній ударний кратер в північній півкулі зворотного боку Місяця. Назву присвоєно на честь італійського вченого, фізика і хіміка Амедео Авогадро (1776—1856) і затверджена Міжнародним астрономічним союзом в 1970 р. Кратер утворився у донектарський період.

## Опис кратера

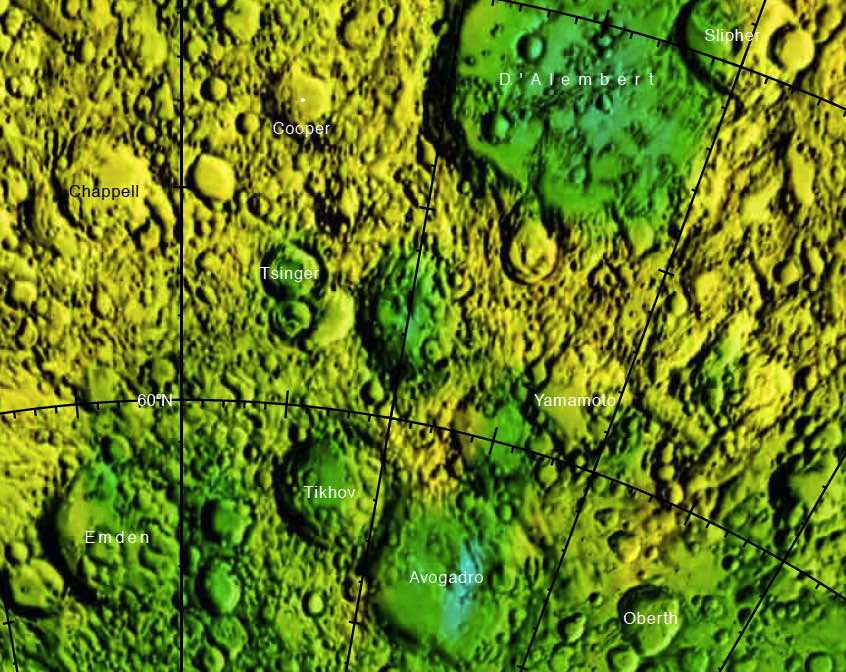
Околиці кратера Авогадро. Фрагмент карти зворотного боку Місяця. Північ внизу.

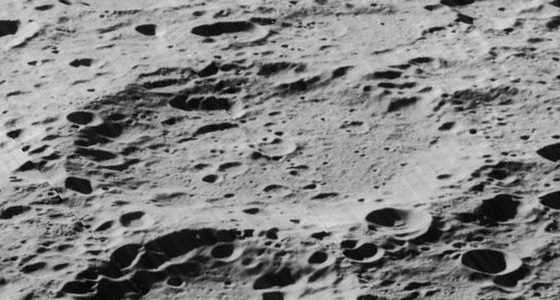
Знімок зонда Lunar Orbiter — V.

На півночі-північному заході від кратера розташований кратер Скьєллеруп, на заході — кратер Оберт, на півдні — кратер Д'Аламбер, на півдні-південному заході — кратер Ямамото. На південно-східній частині кратера Авогадро знаходиться кратер Тіхов. Селенографічні координати центру кратера — 63°13′ пн. ш. 165°22′ сх. д. / 63.21° пн. ш. 165.36° сх. д., діаметр — 130 км, глибина — 2,95 км.
За час, що минув після утворення кратера, він піддався сильному руйнуванню наступними імпактами, вал кратера практично повністю зруйнований. Найбільша висота валу над навколишньою місцевістю складає 1690 м. Дно чаші кратера поцятковане безліччю дрібних кратерів, багато з яких, у свою чергу, теж зруйновані, представляючи собою лише слабкі сліди кратерів. Обсяг кратера приблизно 21 000 км³.

## Сателітні кратери

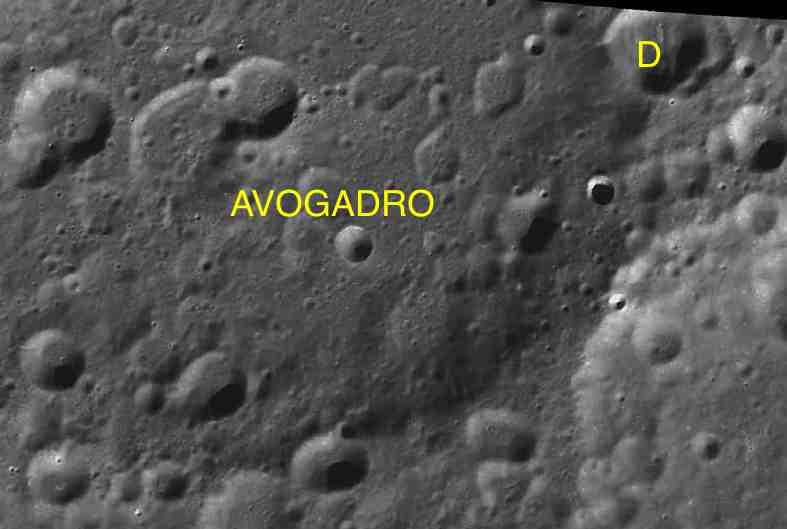
Фрагмент карти LAC-18.

| Авогадро | Координати                                                  | Діаметр, км |
| -------- | ----------------------------------------------------------- | ----------- |
| D        | 63°50′ пн. ш. 170°13′ сх. д. / 63.84° пн. ш. 170.22° сх. д. | 19,5        |